# IPC Group
IPC (Integrated Professional Cleaning) Group è una multinazionale italiana produttrice di macchine, attrezzature e accessori per la pulizia industriale e professionale con circa 1000 impiegati, di cui 500 solo in Italia. È costituita dall'azienda IP Cleaning S.r.l. e da IPC Tools S.p.A. La compagnia, con sede principale a Summaga di Portogruaro, ha sei divisioni posizionate nel Nord Italia e dieci filiali tra Europa, America del Nord, America Latina e Asia.

## Storia
L’azienda nasce nel 2005 dalla fusione di altre industrie italiane specializzate nella realizzazione di macchine e attrezzature
manuali per la pulizia professionale, quali:
- Portotecnica, fondata nel 1976, con sede a Summaga di Portogruaro;
- Soteco, fondata nel 1975, con sede a Castelverde;
- Faip, fondata nel 1985, con sede a Vaiano Cremasco;
- Gansow, fondata nel 1965, con sede a Reggio nell’Emilia;
- Euromop, fondata nel 1980, con sede a Villa del Conte;
- Ready System, fondata nel 1990, con sede a Ronchi;
- Pulex, fondata nel 1963, con sede a Brescia;

Nel 2012 diventa sponsor tecnico della Reyer Venezia Mestre, società di pallacanestro di Venezia.
Nel 2017 viene acquisita dal gruppo statunitense Tennant.

## Settore di attività
IPC Group opera un commercio business-to-business, con una gamma di prodotti che comprende lavasciuga, aspiratori, idropulitrici, spazzatrici e attrezzature per la pulizia manuale professionale.